# Жагги, Ким
Ким Жагги (фр. Kim Jaggy; 14 ноября 1982, Варен, Вале) — гаитянский футболист, защитник клуба «Тугген». Выступал в сборной Гаити.

## Клубная карьера
Жагги начал карьеру в клубе «Грассхоппер». В составе кузнечиков он дважды выиграл швейцарскую Суперлигу. Проведя 8 сезонов в составе «Грассхоппер», Ким покинул Швейцарию и подписал соглашение с роттердамской «Спартой». 31 августа 2009 года в матче против «АДО Ден Хааг» он дебютировал в Эредивизи. В 2009 году Жагги перешёл в греческий «Ксанти». 30 августа в поединке против «Панатинаикоса» он дебютировал в греческой Суперлиге.
Отыграв два сезона в Греции, Ким вернулся в Швейцарию, заключив соглашение с клубом «Виль». 23 июля в матче против «Кьяссо» он дебютировал в Челлендж-лиге. 27—28 июля 2012 года в поединке против «Беллинцоны» Жагги забил свой первый гол за «Виль».
Летом 2013 года на правах аренды Ким перешёл в «Арау». 27 июля в поединке против своего родного клуба «Грассхоппер» он дебютировал за новую команду. После окончания срока аренды Жагги на правах свободного агента заключил с «Арау» полноценный контракт.

## Международная карьера
7 октября 2011 года в отборочном матче чемпионата мира 2014 против сборной Виргинских островов Жагги дебютировал за сборную Гаити. В этом же поединке он забил свой первый гол за национальную команду.
В 2013 году в составе сборной Ким принял участие в розыгрыше Золотого кубка КОНКАКАФ. На турнире он сыграл в матчах против Сальвадора и Тринидада и Тобаго.
В 2015 году в составе сборной Жагги принял участие в розыгрыше Золотого кубка КОНКАКАФ. На турнире он сыграл в матче против сборной Гондураса, США, Панамы и Ямайки.
В 2016 году Ким попал в заявку на участие в Кубке Америки в США. На турнире он сыграл в матчах против команд Перу, Бразилии и Эквадора.

### Голы за сборную Гаити
| #   | Дата           | Место                            | Противник          | Счет | Результат | Соревнование                          |
| --- | -------------- | -------------------------------- | ------------------ | ---- | --------- | ------------------------------------- |
| 01. | 7 октября 2011 | Фредерикстед, Виргинские Острова | Виргинские Острова | 0:2  | 0:7       | Чемпионат мира 2014 отборочный турнир |